# Ferdinand-Maximilien de Bade-Bade
Ferdinand-Maximilien de Zähringen, margrave de Bade-Bade né le 23 septembre 1625 à Baden-Baden (Pays de Bade), mort le 4 novembre 1669 à Heidelberg (Pays de Bade), est prince héritier de Bade, et le père du maréchal impérial Louis-Guillaume de Bade-Bade.
Fils aîné de Guillaume Ier de Bade-Bade (30 juillet 1593 - 22 mai 1677), et de sa première épouse, Catherine-Ursule de Hohenzollern-Hechingen († 2 juin 1640), elle-même fille du prince de Hohenzollern-Hechingen, il meurt d'un accident de chasse, à Heidelberg, avant d'avoir pu succéder à son père comme régent du margraviat de Bade-Bade.

## Biographie
Après des négociations entre le cardinal Mazarin et Krebs, chancelier du prince de Bade,,, Ferdinand-Maximilien, qui est de religion catholique, épouse le 15 mars 1653 en l’église Saint-Eustache de Paris, proche de l’hôtel de Soissons, la princesse Louise-Christine de Savoie-Carignan (1er août 1627 - 7 juillet 1689), fille de Thomas de Savoie-Carignan (21 décembre 1596 – 2 janvier 1656), prince de Carignan, et de Marie de Bourbon-Condé (3 mai 1606 – 3 juin 1692), comtesse de Soissons et princesse de Carignan, et sœur d'Eugène-Maurice de Savoie-Carignan, comte de Soissons, qui fut le père du prince Eugène. Ces mariages entre princes haut-allemands et princesses savoyardes sont alors très fréquents, à une époque où de nombreux nobles savoyards s'installent en Allemagne, notamment en Pays de Bade, et y occupent des charges officielles.
Leur contrat de mariage, signé le 15 mars 1653, est conservé à l'Institut de France, parmi les manuscrits de la collection Godefroy.
Le couple met au monde un fils le 8 avril 1655, Louis-Guillaume, dont le parrain est le roi Louis XIV. Trois mois plus tard, rappelé par son père, il s'efforce en vain de décider son épouse à quitter les fastes de la Cour de Versailles pour Bade et à lui confier leur fils, qu'elle veut faire élever à Paris. Le margrave fait alors enlever l'enfant, âgé de trois mois, par un gentilhomme savoyard, Charles Maurice de Lassolaye, qui a ses entrées à l'hôtel de Soissons (son frère est au service de la princesse), et l'emmène avec lui. Malgré cet événement, Louise-Christine, qui est sous l’influence de sa mère, refuse de quitter Paris, et le couple demeure séparé,,,,, l'enfant étant confié à sa belle-mère, Marie-Madeleine d'Oettingen (* 1619 ; † 31 août 1688), deuxième épouse de son père.
Il est également parent de Sidonia de Lénoncourt (1651-1685), jeune héritière fortunée, renommée pour ses aventures, que Jean-Baptiste Colbert fit enlever, avec l'accord de Louis XIV, en 1665, du couvent de Saint-Loup, à Orléans, où elle demeurait, et placer auprès de Marie de Bourbon-Condé, belle-mère de Ferdinand-Maximilien, dans l'espoir de la marier à l'un de ses fils. Après avoir favorisé les desseins du ministre, la princesse de Carignan et la princesse de Bade la marièrent à Charles de Champlais, marquis de Courcelles, neveu de Louvois, dont elle fut également la maîtresse.
Accompagné de son père Guillaume Ier de Bade-Bade, de son frère cadet Léopold-Guillaume (1626-1671) et de son fils Louis-Guillaume alors âgé de quatorze ans, il rend visite à Heidelberg en octobre 1669 au prince Charles Ier Louis du Palatinat. Celui-ci voulant les régaler d'une chasse, monte en voiture avec ses quatre hôtes, chacun ayant son fusil chargé à son côté. Celui de Ferdinand-Maximilien part accidentellement, le blessant à la main. Les chirurgiens ayant trop tardé à pratiquer l'amputation, il meurt quelques jours après.

## Famille
Ferdinand-Maximilien de Bade appartenait à la première branche de la Maison de Bade, elle-même issue de la première branche de la dynastie de Habsbourg. Il appartenait à la lignée des Bade-Bade, dite lignée Bernardine (du nom de Bernard III de Bade-Bade). Cette lignée s'éteignit en 1771.